# Luigi Facta
Luigi Facta (n. 13 septembrie 1861, Pinerolo, Piemont, Italia – d. 5 noiembrie 1930, Pinerolo, Piemont, Italia) a fost un politician, avocat și jurnalist italian și ultimul prim-ministru al Italiei (în 1922) înainte de dictatura lui Benito Mussolini.

## Antecedente și carieră anterioară
Facta s-a născut în Pinerolo, Piemont, Italia. A studiat dreptul și mai târziu a devenit avocat și jurnalist. A intrat în politică în 1892, când a fost ales în camera deputaților din partea orașului Pinerolo, loc pe care l-a deținut timp de 30 de ani. Facta, membru al Partidului Liberal, a fost subsecretar al ministerelor de justiție și interne în cabinetul de coaliție în cea mai mare parte a timpului său în Parlament. A fost, de asemenea, ministrul italian de finanțe din 1910 până în 1914 și din 1920 până în 1921. La izbucnirea Primului Război Mondial, Facta a susținut neutralitatea Italiei, dar apoi a sprijinit războiul când Italia s-a angajat în acesta. Fiul său a fost ucis în război și a spus că este mândru că dăruiește un fiu țării sale.

## Prim-ministru al Italiei
Facta a fost numit prim-ministru în februarie 1922. La acea vreme, Italia era într-o perioadă de frământări politice și trebuia să se ocupe de insurgența fascistă a lui Mussolini. Când Mussolini a decis să mărșăluiască spre Roma, Facta a reacționat și a vrut să declare legea marțială și să trimită armata să-l oprească pe Mussolini. O astfel de declarație trebuia să poarte semnătura monarhului înainte de a putea intra în vigoare. Facta a refuzat întotdeauna să explice motivele secrete care l-au determinat pe regele Victor Emmanuel al III-lea să nu semneze declarația de urgență. A doua zi, Facta și guvernul său au demisionat pentru a demonstra că nu au aprobat decizia regelui. Regele a cerut apoi ca Mussolini să vină la Roma pentru a forma un nou guvern.

## Viața ulterioară; moartea și impactul
În 1924, regele Victor Emanuel III l-a numit pe Facta senator în Senatul italian.
Facta a murit la Pinerolo, Italia, în 1930, populația generală crezând că el a fost prea slab și prea credincios regelui pentru a-și asuma un rol mai activ în a-l opri pe Mussolini și a stopa ascensiunea fascismului.